# Eugène Savitzkaya
Eugène Savitzkaya est un écrivain belge de langue française né en 1955 à Saint-Nicolas-lez-Liège.

## Biographie
En 1972, encore très jeune, Eugène Savitzkaya publie ses premiers poèmes, qui lui valent une reconnaissance précoce en Belgique et en France .
Il est pensionnaire de la Villa Médicis à Rome de 1987 à 1989, en même temps que Hervé Guibert qui publie comme lui dans la revue Minuit et avec qui il entretient une correspondance depuis 1977. Ce dernier racontera ces années romaines, partagées également avec l'écrivain Mathieu Lindon, dans son roman l’Incognito.
En 1994, il reçoit en Belgique le Prix triennal du roman pour Marin mon cœur publié aux éditions de Minuit. On lui doit aussi des textes de théâtre, notamment pour le groupe Transquinquennal.
En 2024, il est lauréat du prix Jacques-Lacarrière, décerné tous les deux ans à « un texte francophone de grande exigence littéraire », pour son roman Fou de Paris (2023) publié aux éditions de Minuit.

## Œuvres

### Poèmes
- Les lieux de la douleur, Liège, Belgique, Éditions Liège des Jeunes Poètes, 1972
- Le cœur de schiste, Liège, Belgique, Atelier de l'Agneau, 1974
- Rue obscure, en coll. avec Jacques Izoard, Atelier de l'Agneau, Liège, Belgique, 1975
- L'empire, dessins de Veličković, Atelier de l'Agneau, Liège, Belgique, 1976
- Mongolie, plaine sale, Seghers, 1976, 85 p. (LCCN 78361211)
- Les chambres de Raphaël, Asnières, France, Commune Mesure, 1976
- Plaisirs solitaires, en coll. avec Jacques Izoard, Atelier de l'Agneau, Liège, Belgique, 1979, 14 p.
- Les couleurs de boucherie : poèmes, Paris, Christian Bourgois, 1980, 205 p. (ISBN 2-267-00229-9)
- Aigle et poisson, sérigraphies de Bercaval, Les Ateliers du Pré Nian, 1982
- Sans titre, dessins d'Alain Le Bras, Musée des Beaux-Arts, Nantes, 1984.
- Bufo bufo bufo, Éditions de Minuit, 1986, 63 p. (ISBN 978-2-7073-1072-9)
- Veulerie, encre de Chine : Marc Pessin, Le Verbe et l'empreinte, Saint-Laurent-du-Pont, France, 1994
- Quatorze cataclysmes, dessins d'Alain Le Bras, Ed. Le Temps qu'il fait, Cognac, France, 1985, 40p.  (ISBN 2-86853-015-X)
- Mamouze, Liège, Belgique, Atelier de l'Agneau, 1998 (réimpr. 2005), 15 p. (ISBN 2-930188-06-5)
- L'été : papillons, ortie, citrons et mouches, dessins d'Alain Le Bras, La Cécilia, 1991
- Cochon farci, Minuit, 1996, 64 p. (ISBN 978-2-7073-1568-7)
- Cénotaphe : poèmes inédits, 1973, Liège, Belgique, Atelier de l'Agneau, 1998 (réimpr. 2003), 25 p. (ISBN 2-930188-04-9)
- À la cyprine, Paris, Minuit, 2015, 104 p.  (ISBN 978-2-7073-2828-1)[6]

### Romans
- Mentir, Minuit, 1977, 104 p. (ISBN 978-2-7073-0150-5)
- Un jeune homme trop gros, Minuit, 1978, 160 p. (ISBN 978-2-7073-0216-8)
- La traversée de l'Afrique, Minuit, 1979, 144 p. (ISBN 978-2-7073-0280-9)
- La Disparition de Maman, Minuit, 1982, 144 p. (ISBN 978-2-7073-0610-4)
- Les Morts sentent bon, Minuit, 1984, 160 p. (ISBN 978-2-7073-0672-2)
- Capolican, Arcane 17, Saint-Herblain, 1986, récit
- Sang de chien, Minuit, 1988, 88 p. (ISBN 978-2-7073-1199-3)
- Marin mon cœur, Minuit, 1992, 96 p. (ISBN 978-2-7073-1416-1)
- En vie, Minuit, 1995, 128 p. (ISBN 978-2-7073-1498-7)
- Fou civil, Paris, Flohic Éditions, 1999, 132 p. (ISBN 2-84234-076-0)
- Célébration d'un mariage improbable et illimité, Minuit, 2002, 96 p. (ISBN 978-2-7073-1792-6)
- Exquise Louise, Minuit, 2003, 80 p. (ISBN 978-2-7073-1830-5)
- Fou trop poli, Minuit, 2005, 128 p. (ISBN 978-2-7073-1923-4)
- Nouba, Yellow now, 2007, 96 p. (ISBN 978-2-87340-214-3 et 2-87340-214-8), livre avec CD
- Fraudeur, Paris, Minuit, 2015, 168 p.  (ISBN 978-2-7073-2831-1) - Prix Rossel 2015[7]
- Sister, Paris, L'Œil d'or, 2017, 64 p.  (ISBN 978-2-913661-81-3)
- Au Pays des poules aux œufs d'or, Paris, Minuit, 2020.
- Fou de Paris, Paris, Éditions de Minuit, 2023, 144 p.  (ISBN 978-2-7073-4938-5)

### Théâtre
- Faillite ou les Travaux de Hans Weber Evorian, Minuit, 1979, mise en ondes et programmée par la RTBF
- La Folie originelle, Minuit, 1991, 80 p. (ISBN 978-2-7073-1322-5)
- Aux prises avec la vie, Le Fram, 2002, 107 p. (ISBN 2-930330-10-4) (reprend Aux prises avec la vie courante, Est et La Femme et l'Autiste)

### Divers
- Alain Le Bras, portrait en pied, Atelier de l'Agneau (in mensuel 25), Liège, Belgique, 1987.
- Portrait de famille, Bruxelles, Belgique, Librairie Tropismes, 1992
- Alain Le Bras, par Alain Le Bras, Eugène Savitzkaya et Philippe Bordes, L'Atalante, 1993  (ISBN 2905158778)
- Jérôme Bosch, Flohic Éditions, 1994 (ISBN 978-2-908958-67-6)
- Saperlotte! Jérôme Bosch, Flohic Éditions, "Musées secrets", 1998 (ISBN 978-2-84234-025-4)
- Narcisse aux chiens, avec Marie André, 1997, scénario de film (réalisation Marie André, 64 min)
- Peintures de Robert Ketelslegers, avec Jacques Izoard, Ed. Labor, Bruxelles, Belgique, 1997  (ISBN 2804012085)
- Technique tectonique, sur Nicolas Kozakis, Yellow now, 2003, 80 p. (ISBN 978-2-87340-180-1)
- Lettres à Eugène, correspondance 1977-1987, recueil de sa correspondance avec l'écrivain Hervé Guibert Gallimard, Paris, 2013, 140 p.  (ISBN 978-2-07-014087-9)[6]
- Ode au paillasson, Le Cadran ligné, 2019, 64 p.  (ISBN 978-2-9543696-8-6)